# الیتینو
الیتینو (به لاتین: Alithinou) یک منطقهٔ مسکونی در قبرس است که در ناحیه نیکوزیا واقع شده‌است.

## خصوصیات
الیتینو ۹ نفر جمعیت دارد.